# Els herois del temps
Els herois del temps (títol original: Time Bandits) és una pel·lícula britànica de Terry Gilliam, estrenada l'any 1981. Ha estat doblada al català.

## Argument
Kevin és un jove que viu en un futur pròxim, amb pares d'un materialisme lamentable. Aviat descobreix amb esglai que el seu armari és l'extremitat d'un túnel espaciotemporal, quan una nit un cavaller el travessa violentament. La nit següent es trobarà de cara a nans en fugida. Venen d'amagar el Mapa de les Portes Temporals al seu mestre, l'ésser Suprem, per esdevenir els més poderosos lladres de l'Univers. Mentre que rebutgen un mur de la cambra investigant una sortida temporal, l'ésser Suprem sorgeix, espantant Kevin que a la continuació dels nans franqueja la Porta i es troba transportat en el passat.
Kevin es troba llavors arrossegat en les seves aventures burlesques que d'època en època (travessant la batalla de Castiglione, el bosc de Sherwood, la ciutat de Micenes i el naufragi del Titanic), els conduiran a enfrontar-se al Mal que desitja el mapa per alliberar-se de la Fortalesa de les Tenebres on l'ésser Suprem el té captiu.

## Repartiment
- Craig Warnock: Kevin
- Sean Connery: El rei Agamemnon / el bomber
- John Cleese: Robin Hood / un general de Napoleó
- David Warner: L'enginy del mal
- Shelley Duvall: Pansy
- Michael Palin: Vincent
- Ian Holm: Napoleó Bonaparte
- Ralph Richardson: L'ésser suprem
- Peter Vaughan: L'ogre Winston
- Katherine Helmond: La dona de l'ogre
- David Rappaport: Randall
- Kenny Baker: Fidgit
- Malcolm Dixon: Strutter
- Mike Edmonds: Og
- Jack Purvis: Wally
- Tiny Ross: Vermin
- David Daker: Trevor, el pare de Kevin
- Sheila Fearn: Diane, la mare de Kevin
- Jim Broadbent: Kenny Lange
- John Young: Reginald
- Myrtle Devenish: Beryl
- Leon Lyssek: Primer refugiat
- Terence Bayler: Lucien
- Preston Lockwood: Neguy
- Charles McKeown: Director del teatre
- David Leland: Maronnettiste
- John Hughman: El gran Rumbozo
- Derrick O'Connor: Cap dels lladres
- Neil McCarthy: Segon lladre
- Declan Mulholland: Tercer lladre
- Derek Deadman: Robert
- Jerold Wells: Benson
- Roger Frost: Cartwright
- Martin Carroll: Baxi Brazilia III
- Marcus Powell: Horseflesh
- Winston Dennis: Guerrer amb cap de toro
- Del Baker: Guerrer grec
- Juliette James: Clitemnestra
- Ian Muir: Gegant
- Mark Holmes: Pare troll
- Andrew MacLachlan: Bomber
- Chris Grant: Veu del presentador tele
- Tony Jay: Veu de l'ésser suprem
- Edwin Finn: Cara de l'ésser suprem
- Brian Bowes: Hussar

## Rebuda
La pel·lícula ha conegut l'èxit comercial, informant aproximadament 42.365.000 $ al box-office a Amèrica del Nord per un pressupost de 5.000.000 $.
Ha tingut una rebuda de la critica molt favorable, recollint un 95% de crítiques positives, amb una nota mitjana de 8/10 i sobre la base de 38 crítics, a Rotten Tomatoes.

## Premis
La pel·lícula ha rebut 5 nominacions als Saturn Awards 1982 i ha estat igualment nominada al Premi Hugo (categoria Best Dramatic Presentation) l'any 1982 i al festival Fantasporto (categoria de la millor pel·lícula) l'any 1983.

## Al voltant de la pel·lícula
- La tria de Sean Connery prové d'una broma de part de Terry Gilliam i Michael Palin. En efecte, escrivint el guió, havien descrit, fent broma, el personatge de Agamemnon com Sean Connery. Després d'haver tanmateix llegit el script, l'actor escocès va finalment acceptar amb alegria fer aquest petit paper.[7]
- L'escena que segueix la del vaixell i del gegant en un principi havia de passar en un bosc amb arbres vivents. Però per manca de mitjans, Gilliam ha introduït un desert que acaba en una barrera de vidre dissimulant la fortalesa de l'enginy del mal.[7]
- Una altra escena havia de passar en una època futura però, en definitiva, no ha estat feta, cosa que explica l'arribada de Querelle a bord d'una petita nau espacial en el moment de la gran batalla contra l'enginy del mal.[7]
- En el guió original, Agamemnon era present en la seqüència de la gran batalla però com Connery no estava disponible en el rodatge de l'escena, el personatge és finalment absent.[7]